# Jacob Millman
Pour les articles homonymes, voir Millman.
Jacob Millman est un électronicien ukrainien né en Russie à Novohrad-Volynskyï (maintenant en Ukraine) en 1911 décédé le 22 mai 1991.

## Biographie
Ses parents émigrèrent aux États-Unis d'Amérique. Là, il poursuivit ses études et sortit diplômé du Massachusetts Institute of Technology en 1935. Il devient professeur à l'université Columbia en 1951.

## Travaux
Il a écrit 8 ouvrages sur l'électronique entre 1941 et 1987. 
Il est à l'origine du théorème de Millman.